# Begonia alba
Begonia alba é uma espécie de Begonia.